# Porto di Motrone
Il porto di Motrone era un porto situato alla foce dell'antico fiume Versilia (chiamato "Sala"), nella località che oggi corrisponde a Marina di Pietrasanta, alla foce del fiume Motrone.

## Storia

### Le origini e le varie lotte per il controllo del porto fino alla fine della signoria di Paolo Guinigi
Le prime notizie certe sul porto risalgono al 1084, quando viene menzionato in un diploma concesso a Lucca da Enrico IV. 
La sua importanza dipendeva dal fatto che il porto attraverso canali era collegato al fiume Serchio e pertanto consentiva che la città di Lucca tenesse scambi commerciali via mare in modo autonomo dal controllo di Pisa, che si estendeva sulle altre vie d'acqua.
Nel 1153 Lucchesi e Genovesi si accordarono affinché le merci lucchesi potessero viaggiare protette nel territorio della Repubblica di Genova per terra e per mare, nonostante di Motrone non vi sia menzione. 
Nel 1159 fu costruita dai Lucchesi una fortezza in pietra in sostituzione di quella di legno e i Pisani, sdegnati da ciò (Lucca e Pisa erano rivali), si rivolsero a Federico Barbarossa, il quale, il 2 aprile 1162, ne ordinò la distruzione. I Lucchesi però non volevano la distruzione del loro forte che, anzi, con l'appoggio dei Genovesi (che finanziarono la costruzione con 1000 lire di denari lucchesi allo scopo di ostacolare il commercio dei Pisani), fu completato; in cambio, ai Genovesi furono concessi alcuni magazzini nel porto dopo il trattato stipulato da Lucchesi e Genovesi a Lerici nel 1166). Qui, inoltre, arrivava il sale trasportato dalle navi genovesi e destinato alla città di Lucca.
Ma nel 1170 i Pisani assaltarono il forte di Motrone, lo espugnarono dopo tre giorni di assedio e lo distrussero; i Genovesi non avevano mandato ai Lucchesi gli aiuti necessari per fronteggiare alla pari i Pisani, che si stavano preparando già da alcuni mesi all'assalto. Tra l'altro, tutti i propositi di pace tra Lucchesi/Genovesi e Pisani fallirono. Ben presto, però, i Pisani si resero conto che il porto era indifeso e facilmente attaccabile, quindi ricostruirono la fortezza. 

Due anni dopo, nel 1172, la fortezza fu riconquistata dai Lucchesi. Nel 1181 Pisani e Lucchesi stipularono un trattato di pace in cui si stabiliva anche che i Lucchesi avrebbero dovuto comprare il sale esclusivamente dai Pisani, in cambio di metà dei profitti dal monopolio su di esso e del pattugliamento della costa.
Per molto tempo non fu discusso di Motrone. Nel 1254 i Fiorentini stabilirono in una trattato di pace che i Pisani avrebbero dovuto restituire la fortezza ai Lucchesi. Il forte di Motrone, tuttavia, non ritornò in possesso lucchese che solamente dopo la vittoria dei Fiorentini sui Pisani del 1256.

Nel 1264, dopo la battaglia di Montaperti del 1260, i ghibellini si rivolsero anche alla guelfa Lucca e i Lucchesi furono costretti a consegnare la fortezza alle truppe di Guido Novello. 

Nel 1266, però, la sconfitta di Manfredi di Sicilia a Benevento ebbe ripercussioni anche in Versilia e, grazie all'appoggio di Carlo I d'Angiò, i Lucchesi riottennero il forte di Motrone nel 1268.
Dopo essere stato incluso nel 1308 nella Vicaria di Camaiore, nel 1314, grazie a un'alleanza tra Uguccione della Faggiola (pisano) e alcuni capi ghibellini lucchesi (tra cui Castruccio Castracani), il porto fu di nuovo riconquistato dai Pisani. 
Ciononostante, Castruccio Castracani tradì l'accordo e nel 1317 il forte di Motrone ritornò possesso lucchese. 
Dopo la morte di Castruccio Castracani (che voleva rafforzare ulteriormente il forte), il possesso del porto di Motrone tornò nuovamente ai Pisani in forza di un privilegio del 1328 di Ludovico il Bavaro. Nel frattempo, Lucca si trovò a essere sottomessa da Pisa in un periodo, chiamato "servitù babilonese", che ebbe termine nel 1369, quando Carlo IV di Boemia rese libere Lucca e le sue terre. 
In quel periodo il porto di Motrone cambiò molti proprietari:
- Gherado Spinola (1331) dopo il privilegio ai Pisani dell'imperatore nel 1328;
- da Gherardo Spinola ai Rossi signori di Parma;
- dai Rossi a Mastino della Scala;
- da Mastino della Scala ai Fiorentini (1341);
- il vescovo di Luni;
- i Visconti di Milano;
- Pisa (1345), fino al 1369.

Nel 1403 il Fiorentini ottennero dai Lucchesi la possibilità di usare il Porto di Motrone. Questo fu utilizzato dalle più illustri famiglie mercantili fiorentine e grande era la varietà di merci che sbarcavano sulle banchine: ferro, grano, pesce salato, sale, panni fiamminghi, lane di San Matteo, d'Inghilterra e di Sardegna, panni ﬁamminghi, catalani e provenzali, grana barbaresca e spagnola, guado, materie tintorie e tannanti, allumi, pelli, agnelline di Scozia e di Minorca, cuoiame, penne di struzzo, zucchero, prodotti alimentari come grano, vino, formaggi salati (provenienti dalla Sardegna e dalla Sicilia), pesce salato, miele, spezie, marmo. 

A Motrone venivano caricati prevalentemente panni di lana, seterie, veli e manufatti di cotone, carta di Fabriano, lane, lino, manufatti d'argento e ferro. 

Le rotte da Motrone erano dirette verso Linguadoca, Catalogna, isole Baleari, penisola Iberica, isole del mar Tirreno, Italia meridionale e anche Grecia, Levante, Fiandre e Nord Europa.

### Il declino del porto fino alla distruzione
Già dopo il 1430, con la fine della signoria di Paolo Guinigi, ebbe inizio la decadenza del porto di Motrone, nonostante vi fossero sbarcate merci importanti come il ferro dell'Isola d'Elba e il sale.
I Lucchesi, non riuscendo a saldare il debito di 150 000 scudi al Banco di San Giorgio, dovettero cedere alcuni possedimenti, tra cui anche il Porto di Motrone. 
Nel 1484 i Fiorentini riuscirono a conquistare il Porto di Motrone dai Genovesi durante una guerra con Genova. 

Dieci anni dopo, i Fiorentini dovettero cedere l'uso dei territori marittimi toscani a Carlo VIII, disceso in Italia alla conquista del Regno di Napoli. Il re di Francia, bisognoso di denaro, a sua volta vendette Pietrasanta e il Porto di Motrone a Lucca per 25 000 ducati. 
Il 29 settembre 1513 Papa Leone X stabilì che il porto di Motrone dovesse passare ai Fiorentini (Lodo di Leone X).
Quest'ultimo evento segnò in modo definitivo la storia del tratto di costa tra la foce del Magra e quella del Serchio: Lucca infatti, estromessa definitivamente da Motrone, fu costretta per evidenti motivi commerciali e strategici a costruire un nuovo porto a Viareggio. 

Invece, lo Stato regionale toscano, egemonizzato da Firenze, non coltivò più alcun interesse per Motrone. I Fiorentini nel avevano conquistato anche la Repubblica di Pisa e, conseguentemente, si diedero a sviluppare lo scalo di Livorno, più facilmente collegabile alla capitale e, soprattutto, compreso nel territorio metropolitano. 
Motrone invece si trovava chiusa in una exclave, circondata da possedimenti lucchesi, estensi e dei Malaspina. Motrone, dunque, non era utilizzabile né commercialmente (le merci avrebbero pagato dazi e gabelle per poter transitare dalla Repubblica di Lucca) né militarmente.       
Le bonifiche del XVII secolo intorno a Motrone comportarono la deviazione di canali, l'innalzamento del fondo del porto e il declino del traffico mercantile. 
Frequenti erano anche le incursioni di navi turche sulle coste vicine al porto. In particolare, viene rammentata un'incursione del 1804 in una lapide posta sulla facciata di una casa conosciuta come la "casina dei turchi". 
L'attività del Porto di Motrone si concluse definitivamente nel 1813, quando la fortezza fu distrutta dagli inglesi. Le pietre del forte furono riutilizzate per la costruzione delle cateratte di Motrone.
Oggi dell'antico forte non rimane che una porzione di muro inglobato in una casa.

## Struttura del porto  e vie di comunicazione
Il porto era formato da un bacino ricavato in una laguna del fiume Versilia e inizialmente poteva accogliere anche navi di piccola stazza. 
Dopo un periodo di decadenza del porto Castruccio Castracani lo fece ampliare rendendolo accessibile a navi di medio tonnellaggio e rese possibile questa una nuova via di comunicazione tramite canali che permettevano di raggiungere il lago di Massaciuccoli e addirittura il Serchio e, quindi, Lucca e Pisa. 
Al tempo di Castruccio Castracani, il porto era collegato con due strade a Pietrasanta (una lastricata, "via del sale", e l'altra acciottolata, "via della mercatura", per il trasporto delle merci sbarcate nel porto) e un'altra che andava a Migliarino Pisano (via della Marina).
Successivamente, il porto si interrò progressivamente per il carattere torrentizio del fiume e a anche per le correnti marine.

## Influenze del Porto di Motrone nella poesia
Per ricordare la presa di Motrone da parte di Carlo IV di Boemia nel 1369 e la sua successiva cessione a Lucca, Davino Castellani (che assistette all'evento) scrisse una poesia su questo fatto.